# DTM seizoen 2009

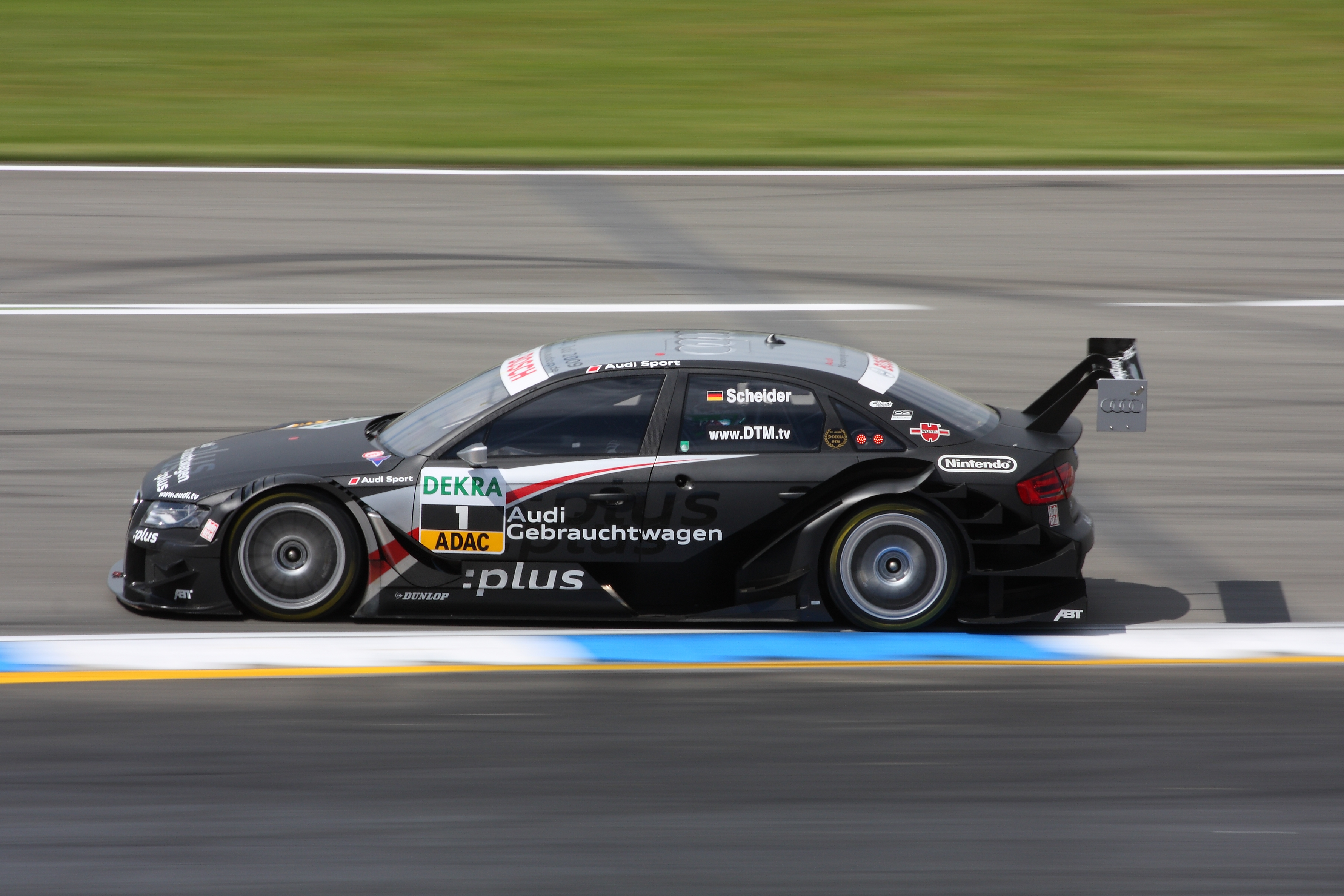
Timo Scheider

Het DTM seizoen 2009 was het tiende seizoen van de Deutsche Tourenwagen Masters, na de hervatting van het kampioenschap in 2000. Het kampioenschap werd voor het tweede jaar op rij gewonnen door Timo Scheider.

## Races
| Ronde | Circuit                       | Datum        | Winnaar        | Team                           |
| ----- | ----------------------------- | ------------ | -------------- | ------------------------------ |
| 1     | Hockenheimring                | 17 mei       | Tom Kristensen | Audi Sport Team Abt Sportsline |
| 2     | Lausitzring                   | 31 mei       | Gary Paffett   | Salzgitter AMG Mercedes        |
| 3     | Norisring                     | 28 juni      | Jamie Green    | Junge Sterne AMG Mercedes      |
| 4     | Circuit Park Zandvoort        | 19 juli      | Gary Paffett   | Salzgitter AMG Mercedes        |
| 5     | Motorsport Arena Oschersleben | 2 augustus   | Timo Scheider  | Audi Sport Team Abt Sportsline |
| 6     | Nürburgring                   | 16 augustus  | Martin Tomczyk | Audi Sport Team Abt Sportsline |
| 7     | Brands Hatch                  | 6 september  | Paul di Resta  | AMG Mercedes                   |
| 8     | Circuit de Catalunya          | 20 september | Timo Scheider  | Audi Sport Team Abt Sportsline |
| 9     | Dijon-Prenois                 | 11 oktober   | Gary Paffett   | Salzgitter AMG Mercedes        |
| 10    | Hockenheimring                | 25 oktober   | Gary Paffett   | Salzgitter AMG Mercedes        |

## Eindrangschikking
| Pos | Coureur            | HOC | LAU | NOR | ZAN | OSC | NÜR | BRH | CAT | DIJ | HOC | Points |
| --- | ------------------ | --- | --- | --- | --- | --- | --- | --- | --- | --- | --- | ------ |
| 1   | Timo Scheider      | 2   | 5   | 4   | DSQ | 1   | 2   | 2   | 1   | 6   | 2   | 64     |
| 2   | Gary Paffett       | DNF | 1   | 5   | 1   | 5   | 8   | 4   | 4   | 1   | 1   | 59     |
| 3   | Paul di Resta      | 5   | 4   | 7   | 6   | 4   | DNF | 1   | 7   | 2   | 3   | 45     |
| 4   | Bruno Spengler     | DNF | 2   | 2   | 5   | 6   | 6   | 6   | 5   | 3   | 7   | 41     |
| 5   | Mattias Ekström    | 7   | 3   | 3   | 3   | 2   | 3   | 5   | 6   | 9   | DNF | 41     |
| 6   | Martin Tomczyk     | DNF | DNF | 11  | 4   | 3   | 1   | 3   | 3   | 7   | DNF | 35     |
| 7   | Jamie Green        | 8   | 6   | 1   | 9   | 9   | 5   | 12  | 14  | 4   | 5   | 27     |
| 8   | Tom Kristensen     | 1   | 12  | 8   | 8   | 8   | DNF | 19† | 2   | DSQ | 15  | 21     |
| 9   | Oliver Jarvis      | 3   | DNF | DNF | 2   | 15† | DNF | 8   | 9   | 15  | 6   | 18     |
| 10  | Markus Winkelhock  | 4   | DNF | 13  | DSQ | DNF | 4   | 18† | DNF | 10  | 8   | 11     |
| 11  | Ralf Schumacher    | 9   | 10  | 6   | 10  | 11  | 7   | 9   | 13  | 5   | DNF | 9      |
| 12  | Maro Engel         | 6   | 8   | DNF | 7   | 7   | 12  | 10  | 10  | 12  | 10  | 8      |
| 13  | Alexandre Prémat   | DNF | DNF | DNF | DSQ | 16† | DNF | 11  | 8   | 11  | 4   | 6      |
| 14  | Mike Rockenfeller  | DNF | 7   | 9   | 12† | 13  | 10  | 7   | 12  | 13  | 9   | 4      |
| 15  | Mathias Lauda      | 10  | 9   | 14  | DNF | 12  | 9   | 20† | 11  | 8   | 14  | 1      |
| 16  | Susie Stoddart     | DNF | 11  | 10  | 11  | 10  | 11  | 13  | 15  | 14  | 16† | 0      |
| 17  | Tomáš Kostka       | 11  | 13  | DNF | DNF | 14  | 15  | 14  | 16  | 17  | 11  | 0      |
| 18  | Katherine Legge    | 12  | DNF | 12  | DNF | 17† | DNF | 15  | DNF | 16  | 17† | 0      |
| 19  | Christian Bakkerud | 14  | 14  | 15  | DSQ |     | 13  | 16  | 17  | DNF | 12  | 0      |
| 20  | Johannes Seidlitz  | 13  | DNS |     |     | DNF | 14  | 17  | 18  | DNF | 13  | 0      |

| Resultaat                     |
| ----------------------------- |
| Winnaar                       |
| Tweede plaats                 |
| Derde plaats                  |
| Gefinisht (punten)            |
| Gefinisht (geen punten)       |
| Niet geklasseerd (NC)         |
| Uitgevallen (DNF)             |
| Niet gekwalificeerd (DNQ)     |
| Gediskwalificeerd (DSQ)       |
| Niet gestart (DNS)            |
| Gewond (INJ)                  |
| Uitgesloten (EX)              |
| Teruggetrokken (WD)           |
| Niet deelgenomen (blanco cel) |
| vetgedrukt (pole position)    |
| cursief (snelste ronde)       |

† — Coureur is niet gefinisht in de GP, maar heeft meer dan 90% van de race-afstand afgelegd, waardoor hij als geklasseerd genoteerd staat.